# Wardialing
Wardialing är att automatiskt ringa upp ett större antal telefonnummer i försök att hitta intressanta telefonnummer. Ofta söks efter telefonnummer med lyssnande modem, faxmaskin, telefonväxel eller liknande.
Typiskt utförs wardialing med ett modem anslutet till en dator, där datorn kör en speciell mjukvara (en wardialer). Några kända exempel är Toneloc, THC Scan och iWar.
Ofta är skanningen begränsad till telefonnummer inom ett visst riktnummerområde, eller till telefonnummer som hör till en viss organisation.
Namnet härstammar från filmen War Games från 1983.